# 芳田
芳田（よしだ）は、長野県上田市の地名。

## 地理
上田市東部に位置する。

## 歴史

### 沿革
- 1875年（明治8年） - 小県郡小井田村・森村・中吉田村・下吉田村が合併して芳田村となる。
- 1889年（明治22年）4月1日 - 町村制の施行により、芳田村・林之郷の区域をもって豊里村が発足。旧村域は豊里村大字芳田となる。
- 1956年（昭和31年）9月30日 - 豊里村が殿城村と合併して豊殿村が発足。豊殿村大字芳田となる。
- 1958年（昭和33年）4月1日 - 豊殿村が上田市に編入。上田市大字芳田となる。
- 2006年（平成18年）3月6日 - （旧）上田市・真田町・武石村と合併し、（新）上田市が発足。上田市芳田となる[4]。

## 世帯数と人口
2019年（令和元年）8月1日現在の世帯数と人口は以下の通りである。
| 大字 | 世帯数    | 人口    |
| ---- | --------- | ------- |
| 芳田 | 1,540世帯 | 3,601人 |

### 人口の変遷
| 2005年（平成17年） | 3,573人 | [ 5 ] |  |
| 2010年（平成22年） | 3,593人 | [ 5 ] |  |
| 2015年（平成27年） | 3,708人 | [ 5 ] |  |

## 交通
- 上信越自動車道
- 長野県道4号真田東部線
- 長野県道79号小諸上田線
- 長野県道176号下原大屋停車場線
- 浅間山麓広域農道（浅間サンライン）

## 施設
- 豊殿地域自治センター
- 上田市立豊殿小学校
- 豊殿保育園
- 西丘保育園
- 豊里郵便局
- 上田市立市民の森公園
- 全宗院
- 龍法寺
- 足穂神社
- 吉田神社
- 七柱神社
- 大日霊神社
- 漆戸神社
- 白山神社